# Aporrhais serresianus
Aporrhais serresianus là một loài ốc biển kích thước trung bình-nhỏ, là động vật thân mềm chân bụng sống ở biển trong họ Aporrhaidae.

## Hình ảnh

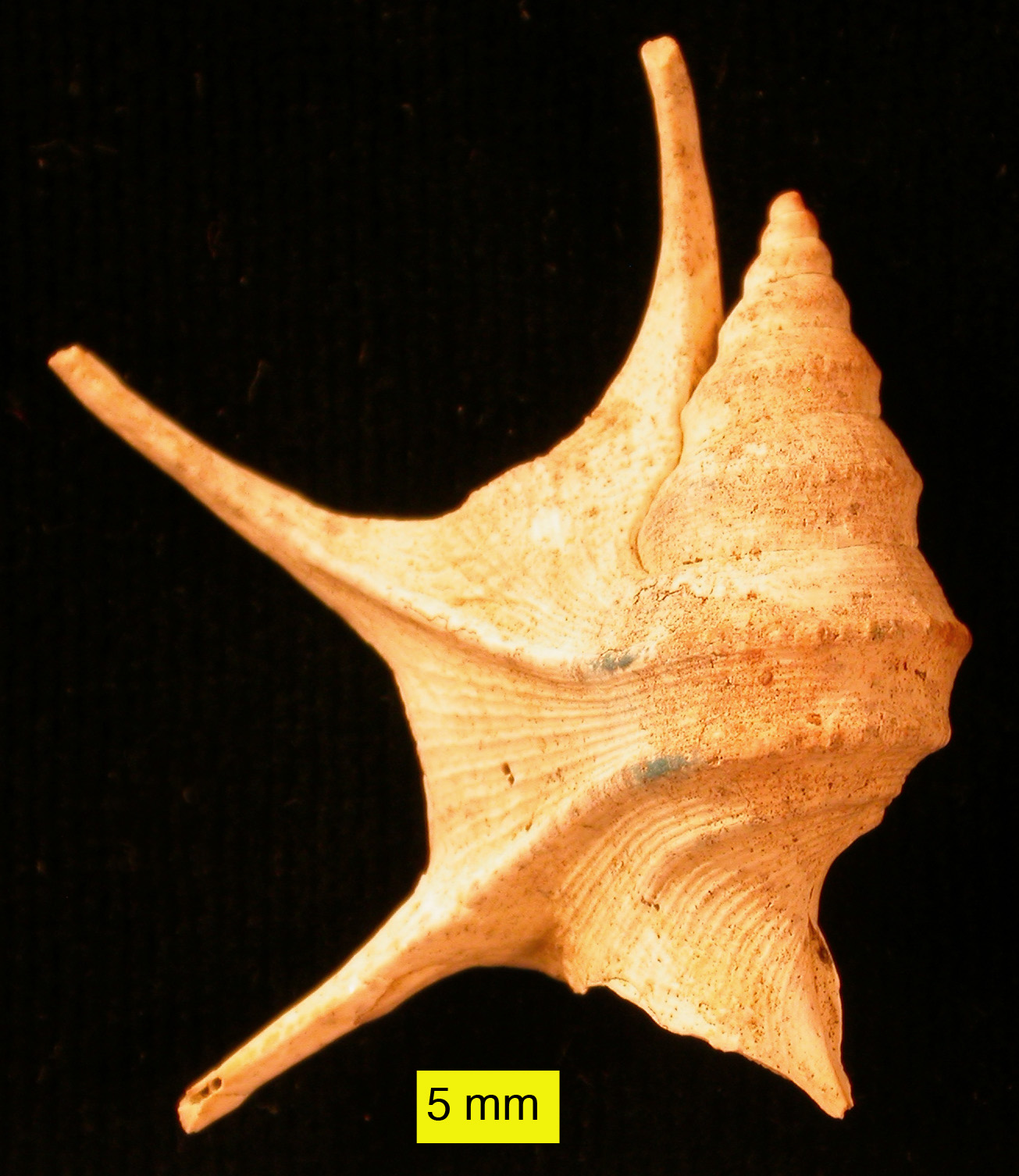
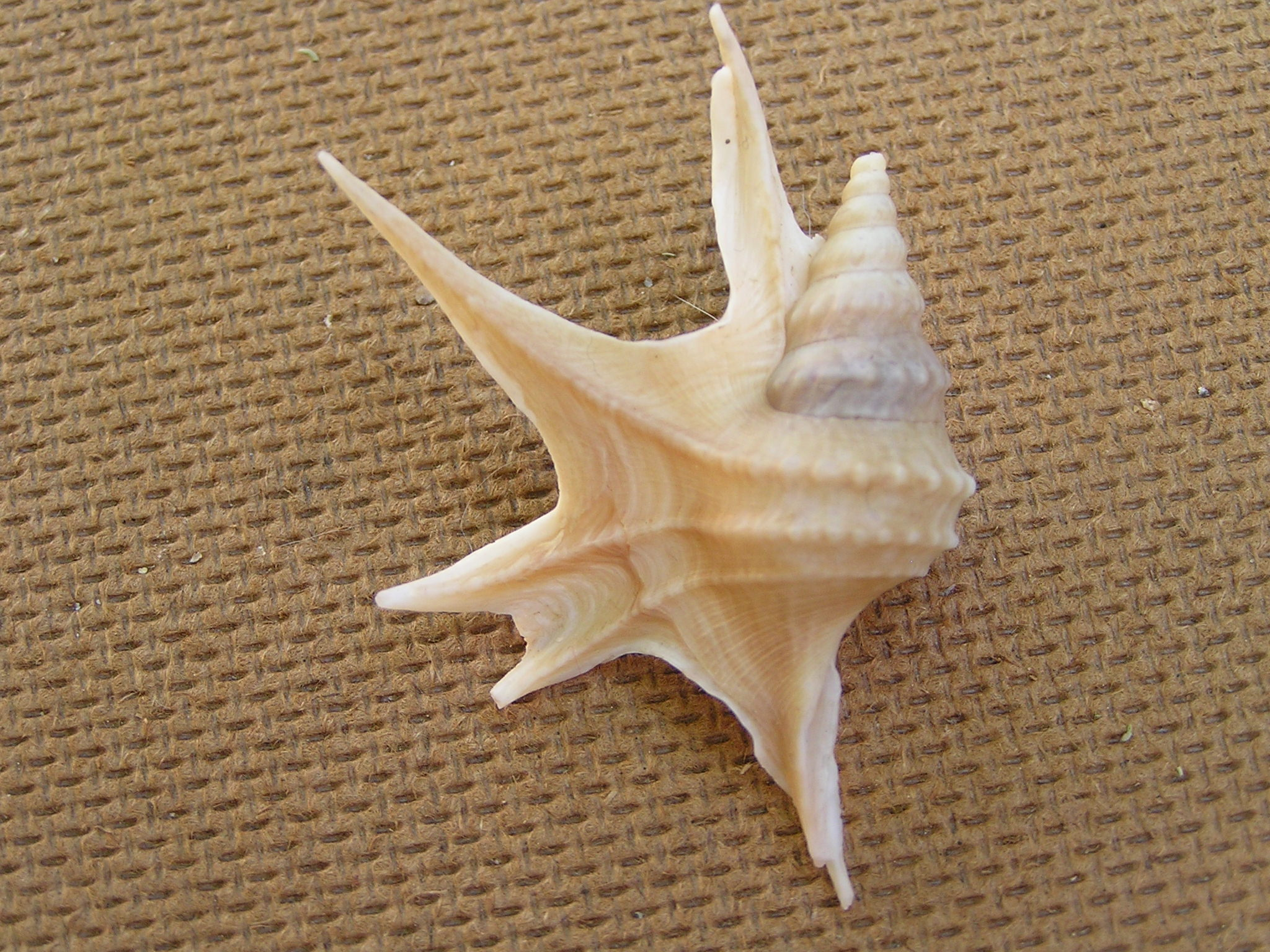
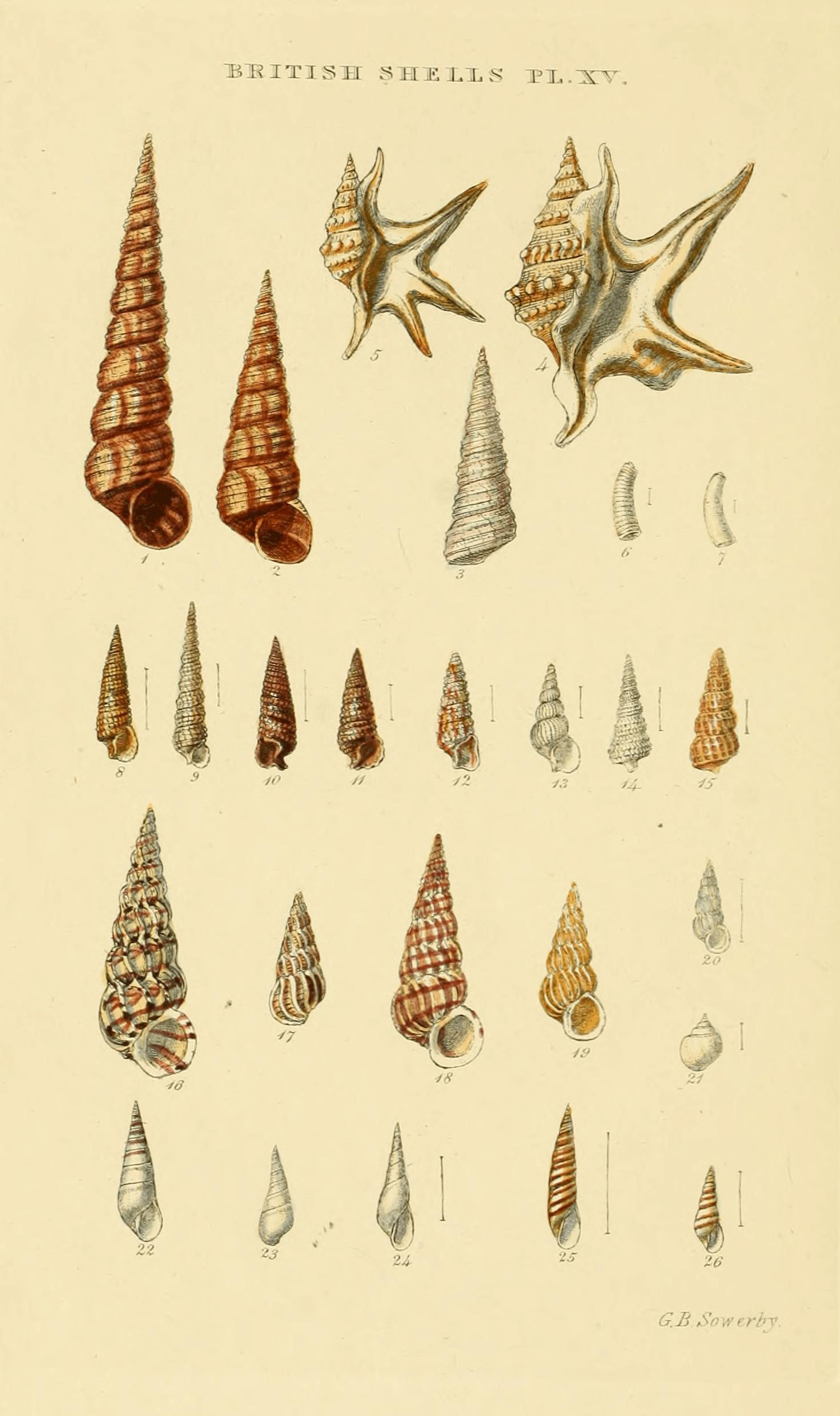